# Erich Kunz
Erich Kunz (Viena, 20 de mayo de 1909 - Viena, 8 de septiembre de 1995) fue un barítono lírico austriaco, particularmente asociado con los roles de Papageno de La flauta mágica de Mozart y Beckmesser en Los maestros cantores de Núremberg de Wagner.
Estudió en Viena y debutó en 1933 en Opava, Checoslovaquia como Osmin en El rapto en el serrallo de Mozart, cantando luego en Plauen (1936-37) y Breslau (1937-41).
Debutó en la Wiener Staatsoper en 1940 siendo favorito en papeles mozartianos como Figaro, Leporello, Guglielmo y Papageno y en operetas de Johann Strauss, Franz Lehár y Lortzing.
Cantó en el Festival de Salzburgo, Festival de Glyndebourne, Aix-en-Provence, Festival de Bayreuth en 1943 y 1951, Metropolitan Opera de Nueva York en 1952-54, Paris y el Teatro Colón de Buenos Aires en 1949, 